# We’re Only in It for the Money
1968 januárjában jelent meg Frank Zappa és a The Mothers of Invention korszakalkotó albuma, a We’re Only in It for the Money. Rengeteg zenei stílus megtalálható rajta, például doo-wop az 1950-es évekből, surf-rock az 1960-as évekből és avantgárd nagyzenekari kísérletek. A Billboard listáján Amerikában a 30. helyet érte el. Az album a hippi kultúra, a szeretet nyarának paródiája és a korabeli Amerika felszínes életstílusának szatírája.
2009-ben jelent meg a We're Only in It for the Money és a Lumpy Gravy kiadásának negyvenéves évfordulójára elkészített The Lumpy Money Project/Object című háromlemezes jubileumi kiadvány.
Az album szerepel az 1001 lemez, amit hallanod kell, mielőtt meghalsz című könyvben.

## A borító
(A borító a Sgt. Pepper's Lonely Hearts Club Band) eredetijének hűséges, de szatirikus újraalkotása lett. A Beatles név tetszetős, kertvárosi virágágyás jellegű keretben jelenik meg - a Mothers neve zöldségekből áll. A Beatles tagjainak ragyogóan színes zenész-egyenruháival szemben a Mothers soha nem a testi szépségükről ismert tagjai női ruhákat viseltek. Az együttesen kívül látható még Tom Wilson, az előrehaladott terhes Gail, Jimi Hendrix (akivel még a Garrickben örömzenéltek együtt) és Cal Schenkel, aki kezében egy egész tojástartónyi tojást (kedvenc ételét) tartva kuporog. (...)
Míg a Beatles példaképei portréit gyűjtötte össze, Frank ravaszabbul válogatott: láthatjuk itt Lyndon Johnsont (kétszer is) és Lee Harvey Oswaldot, aztán Galileo Galileit, Beethovent és Herb Cohent. Mások, mint például a Szabadságszobor, Jimmy Reed, James Brown, Nancy Sinatra és Eric Burdon fekete csíkot kaptak szemük elé, hogy megőrizhessék inkognitójukat.
Az első kiadásoknak része volt egy papírkivágásokat tartalmazó kartonlap, benne a vigyorgó banda, Frank bajusz-kombinációja, egy fürt a hajából, egy mellbimbó-jelvény, egy Iskolai Biztonsági Szolgálat hadnagyi jelvénye Gary Kellgren fotójával és egy fél Egyesült Mutációk Egyköldökös bankjegy.
A lemez ezzel a borítóval nem, csak kifordítva: a külsőt belülre, a belsőt kívülre téve jelenhetett meg. A lemez hivatalos borítója így a "belső" lett, néhány későbbi CD-kiadásra ugyanakkor a betiltott "eredeti" került.

## Az album dalai
|     | Cím                                           | Szerző(k)   | Hossz |
| --- | --------------------------------------------- | ----------- | ----- |
| 1.  | Are You Hung Up?                              | Frank Zappa | 1:25  |
| 2.  | Who Needs the Peace Corps?                    | Frank Zappa | 2:34  |
| 3.  | Concentration Moon                            | Frank Zappa | 2:22  |
| 4.  | Mom and Dad                                   | Frank Zappa | 2:16  |
| 5.  | Telephone Conversation                        | Frank Zappa | 0:49  |
| 6.  | Bow Tie Daddy                                 | Frank Zappa | 0:33  |
| 7.  | Harry, You're a Beast                         | Frank Zappa | 1:21  |
| 8.  | What's the Ugliest Part of Your Body?         | Frank Zappa | 1:03  |
| 9.  | Absolutely Free                               | Frank Zappa | 3:24  |
| 10. | Flower Punk                                   | Frank Zappa | 3:03  |
| 11. | Hot Poop                                      | Frank Zappa | 0:26  |
| 12. | Nasal Retentive Calliope Music                | Frank Zappa | 2:02  |
| 13. | Let's Make the Water Turn Black               | Frank Zappa | 2:01  |
| 14. | The Idiot Bastard Son                         | Frank Zappa | 3:18  |
| 15. | Lonely Little Girl                            | Frank Zappa | 1:09  |
| 16. | Take Your Clothes Off When You Dance          | Frank Zappa | 1:32  |
| 17. | What's the Ugliest Part of Your Body (repríz) | Frank Zappa | 1:02  |
| 18. | Mother People                                 | Frank Zappa | 2:26  |
| 19. | The Chrome Plated Megaphone of Destiny        | Frank Zappa | 6:26  |

## Közreműködők

### Zenészek
- Frank Zappa: gitár, zongora, ének
- Jimmy Carl Black: dobok, trombita, vokál
- Roy Estrada: basszusgitár, vokál
- Billy Mundi: dobok, vokál
- Don Preston: retardált
- Bunk Gardner: favúvósok
- Ian Underwood: zongora, fafúvósok
- Euclid James "Motorhead" Sherwood: bariton és szoprán szaxofon

### Produkció
- Producer: Frank Zappa